# 세이브 (야구)

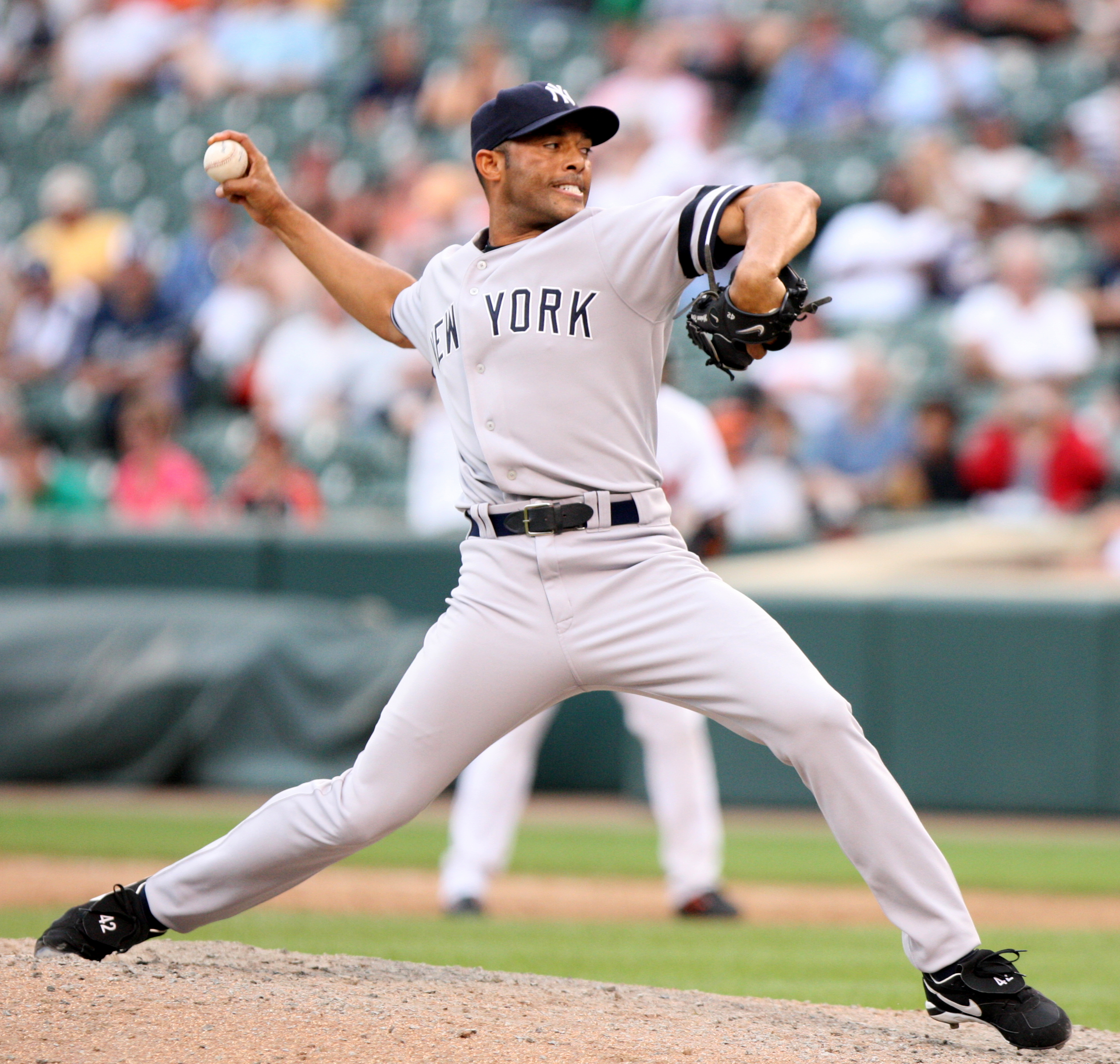
마리아노 리베라는 MLB 역대 최다 세이브 기록 보유자이다.

세이브(save)는 야구에서, 앞서고 있는 팀의 구원 투수가 경기 종료시까지 앞선 상황을 지키기 위한 투수의 기록이다. 최다 세이브를 기록한 투수에게는 세이브 왕이 주어진다. 세이브(약어 SV 또는 S)는 특정 상황에서 승리 팀의 경기를 끝낸 투수에게 주어지는 기록이다. 세이브는 팀이 3점 이하로 앞서고 있는 상황에서 경기에 등판하여 리드를 잃지 않고 최소 1이닝을 투구하여 경기를 끝내거나, 동점 주자가 온덱서클, 타석 또는 주자에 있는 상황에서 경기에 등판하여 경기를 끝내거나, 또는 팀이 몇 점을 앞서고 있었는지에 관계없이 최소 3이닝을 구원 등판하여 경기를 끝내면 얻을 수 있다. 세이브 수 또는 세이브 기회 성공 전환율은 구원 투수, 특히 마무리 투수 역할의 투수에게 자주 언급되는 통계이다. 세이브 기록은 1959년 언론인 제롬 홀츠먼이 "구원 투수의 효율성을 측정하기 위해" 고안되었으며, 1969년 메이저 리그 베이스볼 (MLB)의 공식 통계로 채택되었다. 세이브는 그 이전의 투수들에게도 소급 적용되었다. 마리아노 리베라는 정규 시즌 세이브 부문에서 MLB 역대 최다인 652개의 세이브를 기록했으며, 프란시스코 로드리게스는 2008년에 한 시즌 최다인 62개의 세이브를 기록했다.

## 세이브의 성립
원래, 1960년 지역신문사 시카고 트리뷴의 스포츠 담당 기자였던 제롬 홀츠먼이 고안해 낸 것. 이듬해인 1961년부터 야구주간지 스포팅 뉴스가 지상에서 표창하게 되었다.

### 제정 초기
지금보다 상당히 엄격한 조건이었다.
1. 2점 앞선 상황에서 등판해 1이닝을 퍼펙트 투구한 경우
2. 동점 또는 승리 타점을 기록한 타자와 맞서 앞선 상황을 지켜낸 경우

### 세이브 포인트
세이브 상황에 구원승을 추가한 것을 가리키며 대한민국 프로야구(KBO)에서는 2003년까지 세이브 포인트 왕을 시상하였으나, 2004년부터는 세이브 왕을 수상하고 있다.

### 최초의 세이브 왕
최초의 세이브 왕은 1961년 아메리칸 리그에서는 뉴욕 양키스에서 뛰었던 루이스 아로요였으며, 당시 15구원승, 19세이브를 기록하였다. 내셔널 리그에서는 샌프란시스코 자이언츠의 스튜 밀러로 14구원승, 12세이브를 기록.

### 세이브를 만든 계기
1959년 구원투수로써 18승의 메이저 리그 신기록을 수립한 피츠버그 파이리츠의 로이 페이스의 존재였다. 페이스는 확실히 18승이라는 멋진 성적을 남겼지만, 그 중 10승은 앞선 상황을 지키지 못하고, 선발투수의 승리투수요건을 갖추지 못했지만 거기서 얻은 승리였다. 당시 구원투수의 평가 기준은 평균 자책점과 승리뿐만 아니라, 홀츠먼이 구원투수를 정당하게 평가하는 기준이 필요하다는 생각을 굳혔다.

### 공식기록 최초의 세이브
1969년 LA 다저스의 빌 싱어가 4월 7일 신시내티 레즈와의 개막전에서 기록했다.
싱어는 원래 선발투수였기 때문에, 통산 세이브수는 위를 포함해 단 2개였다.

## 역사
세이브라는 용어는 1952년부터 사용되었다. 세인트루이스 카디널스의 짐 투미, 피츠버그 파이리츠의 어브 케이즈, 로스앤젤레스 다저스의 통계학자 앨런 로스는 승리 팀의 경기를 끝냈지만 승리를 기록하지 못한 투수들에게 승리 마진에 관계없이 세이브를 부여했다. 이 통계는 거의 주목받지 못했다.
구원 투수가 선발 투수를 위해 야구 경기를 "세이브"한다는 개념은 더 오래 전부터 존재했다. 디트로이트 타이거스의 퍼포 마버리의 1933년 구디 야구 카드에는 그가 "다른 투수들이 어려움을 겪을 때 야구 경기를 세이브하는 데 특화되어 있다"고 명시되어 있다.
세이브에 대한 더 많은 기준을 가진 공식은 1960년 야구 작가 제롬 홀츠먼이 고안했다. 그는 당시의 기존 통계인 평균자책점 (ERA)과 승패 기록 (W-L)이 구원 투수의 효율성을 충분히 측정하지 못한다고 느꼈다. ERA는 구원 투수가 실점하게 하는 승계 주자를 고려하지 않으며, W-L 기록은 구원 투수가 리드를 지키는 것을 고려하지 않는다. 피츠버그 파이리츠의 엘로이 페이스는 1959년에 18승 1패를 기록했지만, 홀츠먼은 18승 중 10승에서 페이스가 동점 또는 역전 주자를 허용했지만, 파이리츠 공격이 다시 리드를 잡았을 때 승리를 얻었다고 썼다. 홀츠먼은 페이스가 5승 2패를 기록한 전년도에 더 효과적이었다고 느꼈다. 홀츠먼이 스포팅 뉴스의 발행인 J. G. 테일러 스핑크에게 이 아이디어를 제시했을 때, "[스핑크는 홀츠먼에게] 100달러 보너스를 주었다. 어쩌면 200달러였을지도 모른다." 홀츠먼은 1969년에 공식 통계로 채택되기 전까지 9년 동안 매주 스포팅 뉴스에 비공식 세이브 통계를 기록했다. 통계를 발행하는 것과 함께, 스포팅 뉴스는 1960년에 세이브와 승리를 조합하여 시상하는 올해의 소방수 상도 도입했다.
세이브는 1969년에 MLB 공식 통계가 되었다. 이는 1920년에 타점이 추가된 이후 MLB의 첫 새로운 주요 통계였다.

### 주목할 만한 세이브

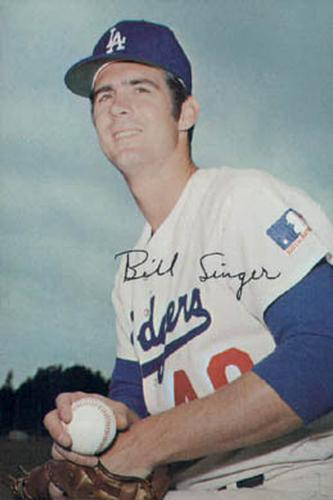
빌 싱어는 1969년에 첫 공식 세이브를 기록했다.

1969년 4월 7일, 빌 싱어는 신시내티 레즈와의 개막전에서 돈 드라이즈데일의 구원으로 등판하여 3이닝 무실점을 기록하며 로스앤젤레스 다저스의 3-2 승리를 지켜내 첫 공식 세이브를 기록했다.
1969년 4월 27일, 샌프란시스코 자이언츠의 프랭크 린지는 휴스턴 애스트로스와의 더블헤더 두 경기에서 모두 세이브를 기록하여 하루에 두 번의 세이브를 기록한 최초의 투수가 되었다.
1970년 4월 29일, 미네소타 트윈스의 스탠 윌리엄스는 타자를 상대하지 않고 세이브를 기록한 최초의 투수가 되었다. 클리블랜드 인디언스와의 홈 경기에서 트윈스가 1-0으로 앞선 9회 초 2아웃 주자 1루, 2루 상황에서 짐 카트의 구원으로 등판한 그는 2루 주자 토니 호튼을 견제사시켜 경기를 끝냈다.
2002년 9월 3일, 텍사스 레인저스는 볼티모어 오리올스를 7-1로 이겼으며, 호아킨 베노이트가 7이닝 세이브를 기록하여 1969년 공식 통계로 채택된 이후 가장 긴 세이브를 기록했다. 베노이트는 3회 초 시작 시점에 토드 반 포펠 (선발 애런 마이엣이 멜빈 모라에게 던진 공으로 퇴장당한 후 1회에 등판)의 구원으로 등판하여 단 1안타만을 허용하며 경기를 끝냈다. 공식기록원은 승리를 반 포펠에게 주었으며, 베노이트에게는 주지 않았다. 이 결정은 텍사스 감독 제리 내런도 지지했다.
2007년 8월 22일, 웨스 리틀턴은 볼티모어 오리올스를 상대로 30-3으로 승리한 텍사스 레인저스 경기에서 마지막 3이닝을 던져 역대 가장 큰 점수 차 세이브를 기록했다. 리틀턴은 14-3으로 앞선 상황에서 경기에 등판했으며, 최종 27점 차이는 이전 세이브 기록을 8점 차이로 깼다. 뉴욕 타임스는 "리틀턴의 세이브가 이제 가장 황당한 세이브 1위가 되었다"고 언급했다.
2014년 10월 29일, 2014년 월드 시리즈 7차전에서 샌프란시스코 자이언츠의 매디슨 범가너는 캔자스시티 로열스와의 경기에서 3-2 승리 중 5이닝 무실점 구원 투구를 기록하며 월드 시리즈 역사상 가장 긴 세이브를 기록했다.

## 사용법
야구 기록에서 세이브는 구원 투수, 주로 마무리 투수가 리드를 성공적으로 유지하여 경기가 끝날 때까지 지킨 것을 나타내는 데 사용된다. 세이브는 메이저 리그 베이스볼 공식 규칙 9.19조에 명시된 바와 같이 구원 투수에게 주어지는 통계이다. 현재 정의는 1975년부터 시행되고 있다. 해당 규칙은 공식기록원이 다음 네 가지 조건 중 하나 이상을 충족하는 투수에게 세이브를 기록해야 한다고 명시한다.
1. 그의 팀이 이긴 경기에서 마지막 투수여야 한다.
2. 그는 승리 투수가 아니어야 한다.
3. 그는 최소 1⁄3이닝 이상 투구해야 한다.
4. 그는 다음 조건 중 하나 이상을 충족해야 한다.
  1. 그는 3점 이하의 리드 상황에서 경기에 등판하여 최소 1이닝을 투구한다.
  2. 그는 동점 주자가 온 베이스, 타석 또는 온덱에 있는 상황에서 경기에 등판한다.
  3. 그는 최소 3이닝 이상 투구한다.

세이브의 정의가 항상 같았던 것은 아니다. 1969년에 처음 정의되었을 때, 구원 투수는 팀이 리드하고 있는 상황에서 경기에 등판하여 점수나 투구 시간에 관계없이 경기가 끝날 때까지 리드를 유지하면 세이브를 얻을 수 있었다. 이로 인해 1971년 8월 뉴욕 메츠가 애틀랜타 브레이브스를 20-6으로 이긴 경기에서 론 테일러가 9회 무실점 투구 후 세이브를 기록하는 등 일부 "쉬운" 세이브가 발생하기도 했다. 1974년에는 세이브에 대한 더 엄격한 기준이 채택되어, 구원 투수가 세이브를 얻으려면 동점 주자가 주루 또는 타석에 있어야 하거나, 경기를 완투하면서 어떤 점수 차이든 최소 3이닝 동안 리드를 유지해야 했다. 이 규칙은 1975년에 위에서 설명한 현재의 정의로 약간 완화되었다. MLB.com을 포함한 통계 사이트들은 1969년 이전의 투구 기록에도 1969년 기준을 소급 적용하여 세이브를 포함하고 있다.

### 관련 통계
세이브 기회 대비 세이브 비율은 세이브 성공률이다. 세이브 기회(약어 SVO 또는 "세이브 상황")는 구원 투수가 세이브를 얻을 수 있는 상황에서 경기에 등판할 때 발생한다. 세이브 상황에서 경기에 등판했지만 경기를 끝내지 못하고 팀이 여전히 앞선 상황에서 내려간 투수에게는 세이브 기회가 부과되지 않는다.
만약 구원 투수가 세이브의 모든 기준을 충족했지만 경기를 끝내지 못했다면, 그는 종종 홀드 (약어 H)를 기록하게 되는데, 이는 메이저 리그 베이스볼에서 공식적으로 인정하지 않는 통계이다.
블론세이브(약어 BS; 또는 BSV 또는 B)는 세이브 상황에서 구원 투수가 리드를 내주는 경우(동점 주자 또는 그 이상을 허용하는 경우) 발생한다. 홀드와 마찬가지로 블론세이브 통계는 메이저 리그 베이스볼에서 공식적으로 인정하지 않는다. 블론세이브는 1988년부터 롤레이즈 구원 투수상에서 사용되는 포인트 시스템의 일부로 채택되었다. 만약 동점 주자가 구원 투수가 경기에 등판했을 때 이미 주루에 있던 주자에 의해 득점되었다면, 구원 투수는 비록 그 주자를 베이스에 허용한 투수에게 실점이 부과되더라도 블론세이브를 기록하게 된다. 한 경기에서 여러 세이브 기회가 있지 않는 한, 투수는 여러 블론세이브를 기록할 수 없으며, 이는 투수가 일시적으로 다른 수비 위치로 변경했다가 다시 투구하는 경우에만 가능하다.

## 비판

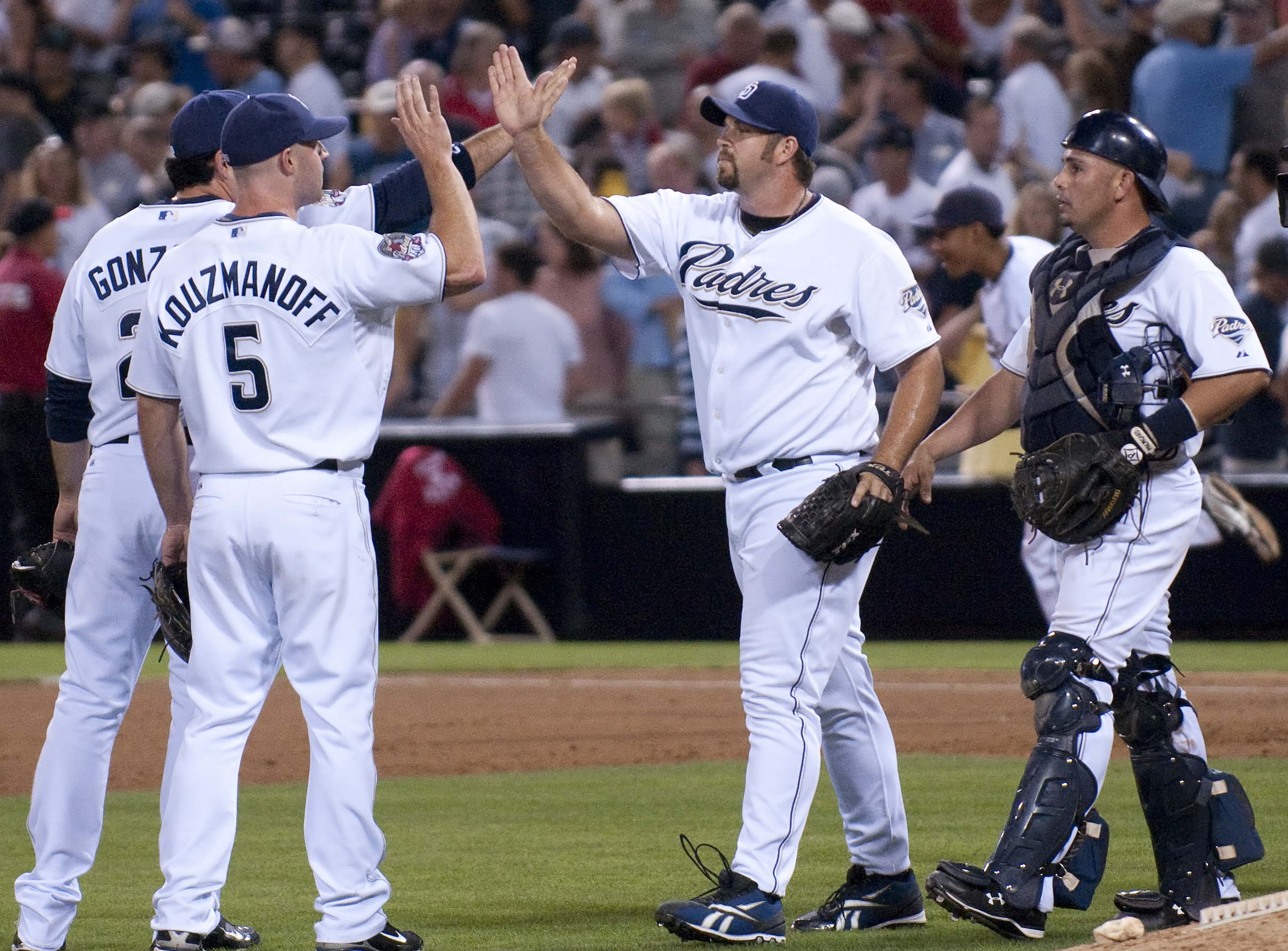
2009년 샌디에이고 파드레스 동료들에게 세이브를 기록한 후 축하받는 히스 벨

프란시스코 로드리게스가 2008년에 한 시즌 세이브 기록을 추격하면서, 베이스볼 프로스펙터스 회원 조 시한, 스포츠 일러스트레이티드 기자 톰 버두치, 그리고 더 뉴욕 선 기자 팀 마크먼은 로드리게스의 세이브 총계가 그의 팀이 제공한 기회 수에 의해 증대되었으며, 그가 특정 통계만을 쌓을 수 있도록 허용했다고 썼다. 그들은 기록을 깨는 로드리게스가 이전 연도보다 덜 효과적이었다고 생각했다. 시한은 세이브가 투수의 실점 방어 능력을 설명하지 못하며, 지켜지지 않은 리드를 반영하지도 않는다고 주장했다.
캔자스시티 스타의 브래드포드 둘리틀은 "[마무리 투수]는 스포츠에서 통계가 직업을 창조한 유일한 예시"라고 썼다. 그는 1980년대부터 최고의 구원 투수들이 더 적은 이닝을 투구하고 그들의 업무량이 2이닝에서 1이닝으로 줄어들면서 덜 효율적인 투수들이 그 이닝을 투구하게 된 것을 비난했다. ESPN.com 칼럼니스트 짐 카플은 세이브 통계가 마무리 투수 포지션을 "스포츠에서 가장 과대평가된 포지션"으로 만들었다고 주장했다. 카플과 다른 이들은 9회 3점차 리드와 같은 상황에서 최고의 구원 투수를 사용하는 것은 어리석다고 주장하는데, 이런 상황에서는 덜 유능한 투수라도 거의 확실히 이길 것이기 때문이다. 그들은 구스 고시지와 같은 투수들이 보여준 전통적인 소방수 역할로 마무리 투수를 사용하는 것이 훨씬 현명하다고 주장한다. ("소방수" 상황은 동점 또는 근소한 차이로 앞선 경기에서 주자들이 루상에 있는 상황을 의미하며, 이러한 위협을 끝내는 구원 투수는 "불을 끄는 것"에 비유된다.)
소방수들은 자주 2~3이닝을 투구하여 세이브를 기록했다. 1이닝 역할로 축소된 현대의 마무리 투수는 더 많은 세이브 기회를 얻을 수 있다. 과거에는 한 경기에서 3이닝을 투구한 구원 투수는 다음 경기에는 출전할 수 없었다. 고시지는 1이닝 이하로 투구하여 세이브를 기록한 경우보다 2이닝 이상 투구하여 세이브를 기록한 경우가 더 많았다. "내가 1이닝 세이브를 했을 때, 죄책감을 느꼈다. 너무 쉬운 것 같았다"고 고시지는 말했다. ESPN.com은 세이브가 "단순히 기회의 함수라기보다는 특별하고 반복 가능한 기술"로 판명되지 않았다고 썼다. 또한 블론세이브가 "비정성적"이라고 지적하며, 통산 100개 이상의 블론세이브를 기록한 고시지와 롤리 핑거스 모두 미국 야구 명예의 전당에 헌액되었다는 점을 언급했다. 프랜 짐니우크는 "파이어맨: 마무리 투수의 진화"라는 책에서 "그러나 그렇게 많은 세이브를 날리려면 위대한 구원 투수여야 한다. 분명히 [고시지]는 날린 것보다 훨씬 더 많은 세이브를 기록했다"고 썼다. 고시지와 핑거스의 블론세이브 중 절반 이상은 투수가 등판했을 때 동점 주자가 루상에 있던 어려운 세이브 상황에서 발생했다. 그들의 블론세이브 중 거의 절반은 6회나 7회에 경기에 등판했을 때 발생했다. 여러 이닝을 투구하면 구원 투수가 세이브를 날릴 기회가 더 많아진다. 투수들은 초기 상황을 벗어나 더 많은 이닝을 투구하면서 리드를 잃을 가능성이 더 많아진다. 야구 명예의 전당의 연구는 현대 마무리 투수들이 과거의 구원 투수들에 비해 어려운 세이브 상황에 더 적게 투입되었음을 발견했다. 현대의 마무리 투수는 또한 "쉬운 세이브"를 훨씬 더 많이 기록했는데, 이는 9회에 1점 이상 리드를 가지고 시작하는 세이브로 정의된다. 이 연구는 "더 많은 이닝 동안 더 많은 위험에 직면한 선수들에게 찬사를 보냈다"고 제안했다.

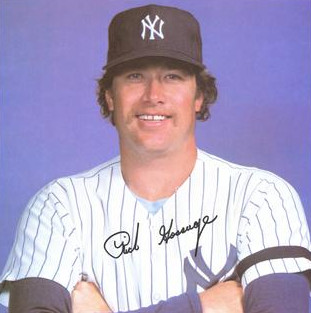
제안된 "구스 에그"의 이름의 유래가 된 구스 고시지

네이트 실버는 파이브서티에이트에서 세이브보다 구원 투수의 성과를 더 잘 평가한다고 여기는 새로운 통계인 "구스 에그"를 제안했다. 구원 투수는 7회 이후에 실점 없이 이닝을 마쳤을 때 (자책점 또는 비자책점 실점 없음, 승계 주자 득점 없음) 구스 에그를 얻으며, 이때 이닝을 시작할 때 점수가 동점이거나, 팀이 2점 이하로 앞서 있거나, 동점 주자가 루상에 있거나 타석에 있는 상황이어야 한다. 만약 구스 에그 상황에서 구원 투수가 자책점을 기록하면, 그는 경기를 끝내지 않는 한 블론세이브의 상대 개념인 "브로큰 에그"를 기록하게 된다. 이 통계는 구스 고시지의 이름을 따서 명명되었는데, 그는 구스 에그 역대 최다 기록 보유자이지만 현대의 마무리 투수들에 비해 상대적으로 적은 세이브를 기록했다.
실버는 "구스 에그" 개념을 소개하는 글에서 세이브에 대한 더 많은 비판을 덧붙였다. 그는 "세이브는 여러 이닝을 투구하는 투수에게 어떤 추가적인 보상도 주지 않는다. 두 이닝의 클러치 구원 투구는 대략 1이닝의 두 배만큼 가치가 있음에도 불구하고 말이다. 그리고 투수는 동점 경기에서 투구해도 세이브를 얻지 못한다. 심지어 그것이 가장 높은 지렛대 상황 중 하나인데도 그렇다"고 지적했다. 그는 또한 세이브와 블론세이브가 "마무리 투수가 아닌 선수들에게는 매우 처벌적"이라고 생각했다. 예를 들어, 실버는 2016 시즌에 시카고 화이트삭스 중간 계투 네이트 존스가 자신의 계산에 따르면 구스 기회 중 83%를 성공했지만, 아메리칸 리그에서 9개의 블론세이브로 1위를 기록했으며, 단 3개의 세이브만을 기록했다고 언급했다. 실버는 "문제는 경기를 끝내야만 세이브를 얻을 수 있는 반면, 블론세이브는 마지막 이닝으로 제한되지 않는다는 것"이라고 덧붙였다.

## 메이저 리그 베이스볼 역대 리더

### 세이브
이 통계는 1969년에 공식적으로 도입되었지만, 그 이전에도 세이브를 기록한 투수들이 확인되었다.
범례
| 선수   | 선수 이름                               |
| 세이브 | 통산 세이브                             |
| 연도   | 해당 선수가 메이저 리그에서 활약한 연도 |
| †      | 야구 명예의 전당에 헌액된 선수          |
| *      | 현역 투수                               |
| L      | 좌완 투수                               |

#### 통산 최다 세이브
통산 세이브 최다 기록을 보유한 메이저 리그 베이스볼 선수 10명은 다음과 같다.
| 정규 시즌             | 정규 시즌 | 정규 시즌 |
| 선수                  | 세이브    | 연도      |
| --------------------- | --------- | --------- |
| 마리아노 리베라†      | 652       | 1995–2013 |
| 트레버 호프먼†        | 601       | 1993–2010 |
| 리 스미스†            | 478       | 1980–1997 |
| 켄리 잰슨*            | 461       | 2010–현재 |
| 크레이그 킴브렐*      | 440       | 2010–현재 |
| 프란시스코 로드리게스 | 437       | 2002–2017 |
| 존 프랑코L            | 424       | 1984–2005 |
| 빌리 와그너L†         | 422       | 1995–2010 |
| 데니스 에커슬리†      | 390       | 1975–1998 |
| 조 네이선             | 377       | 1999–2016 |

통계는 2025 시즌까지 업데이트됨

#### 통산 세이브 리더의 변천
1871년 내셔널 어소시에이션 창설 이후, 메이저 리그 전체 세이브 기록을 이끌었던 14명의 투수는 다음과 같다. 이 표는 각 야구 시즌 종료 시점의 통산 기록을 기준으로 하며, 세이브가 MLB 공식 통계로 처음 인정된 1969년 이전의 세이브 정의도 소급 적용되었다.
| 선수             | 시작 | 시작        | 종료 | 종료        |
| 선수             | 시즌 | 통산 세이브 | 시즌 | 통산 세이브 |
| ---------------- | ---- | ----------- | ---- | ----------- |
| 해리 라이트†     | 1871 | 3           | 1893 | 14          |
| 토니 멀레인      | 1894 | 15          | 1903 | 15          |
| 키드 니콜스†     | 1899 | 15          | 1906 | 16          |
| 조 맥기니티†     | 1907 | 19          | 1909 | 24          |
| 모데카이 브라운† | 1910 | 26          | 1925 | 49          |
| 퍼포 마버리      | 1926 | 53          | 1945 | 99          |
| 조니 머피        | 1946 | 104         | 1961 | 107         |
| 로이 페이스      | 1962 | 118         | 1963 | 134         |
| 호이트 윌헬름†   | 1964 | 146         | 1979 | 228         |
| 롤리 핑거스†     | 1980 | 244         | 1991 | 341         |
| 제프 리어든      | 1992 | 357         | 1992 | 357         |
| 리 스미스†       | 1993 | 401         | 2005 | 478         |
| 트레버 호프먼†   | 2006 | 482         | 2010 | 601         |
| 마리아노 리베라† | 2011 | 603         | 현직 | 652         |

참고:
- 멀레인과 니콜스는 1899년부터 1903년까지 공동 기록을 보유했다.
- 멀레인은 우투우타와 좌투좌타 모두 투구했다.

#### 단일 시즌 최다 세이브
다음은 단일 시즌에 50개 이상의 세이브를 기록한 메이저 리그 베이스볼 선수들이다.
| 정규 시즌             | 정규 시즌 | 정규 시즌                           | 정규 시즌 |
| 선수                  | 세이브    | 팀                                  | 연도      |
| --------------------- | --------- | ----------------------------------- | --------- |
| 프란시스코 로드리게스 | 62        | 로스앤젤레스 에인절스 오브 애너하임 | 2008      |
| 바비 시그펜           | 57        | 시카고 화이트삭스                   | 1990      |
| 에드윈 디아즈*        | 57        | 시애틀 매리너스                     | 2018      |
| 존 스몰츠†            | 55        | 애틀랜타 브레이브스                 | 2002      |
| 에릭 가니에           | 55        | 로스앤젤레스 다저스                 | 2003      |
| 랜디 마이어스L        | 53        | 시카고 컵스                         | 1993      |
| 트레버 호프먼†        | 53        | 샌디에이고 파드리스                 | 1998      |
| 마리아노 리베라†      | 53        | 뉴욕 양키스                         | 2004      |
| 에릭 가니에           | 52        | 로스앤젤레스 다저스                 | 2002      |
| 데니스 에커슬리†      | 51        | 오클랜드 애슬레틱스                 | 1992      |
| 로드 벡               | 51        | 시카고 컵스                         | 1998      |
| 짐 존슨               | 51        | 볼티모어 오리올스                   | 2012      |
| 마크 멀랜슨           | 51        | 피츠버그 파이리츠                   | 2015      |
| 쥬리스 파밀리아*      | 51        | 뉴욕 메츠                           | 2016      |
| 짐 존슨               | 50        | 볼티모어 오리올스                   | 2013      |
| 크레이그 킴브렐*      | 50        | 애틀랜타 브레이브스                 | 2013      |
| 마리아노 리베라†      | 50        | 뉴욕 양키스                         | 2001      |

통계는 2023 시즌까지 업데이트됨

#### 블론세이브 없는 최다 연속 세이브
| 정규 시즌        | 정규 시즌 | 정규 시즌                            | 정규 시즌 | 정규 시즌     |
| 선수             | 세이브    | 팀                                   | 연도      | Ref           |
| ---------------- | --------- | ------------------------------------ | --------- | ------------- |
| 에릭 가니에      | 84        | 로스앤젤레스 다저스                  | 2002–2004 | [ 49 ] [ 50 ] |
| 잭 브리턴L*      | 60        | 볼티모어 오리올스                    | 2015–2017 | [ 51 ]        |
| 톰 고든          | 54        | 보스턴 레드삭스                      | 1998–1999 | [ 50 ]        |
| 쥬리스 파밀리아* | 52        | 뉴욕 메츠                            | 2015–2016 | [ 52 ]        |
| 호세 발베르데    | 51        | 디트로이트 타이거스                  | 2010–2011 | [ 53 ]        |
| 존 액스포드      | 49        | 밀워키 브루어스                      | 2011–2012 | [ 54 ]        |
| 브래드 리지      | 47        | 휴스턴 애스트로스, 필라델피아 필리스 | 2007–2009 | [ 50 ]        |
| 그랜트 발포어    | 44        | 오클랜드 애슬레틱스                  | 2012–2013 | [ 55 ]        |
| 브래드 지글러    | 43        | 애리조나 다이아몬드백스              | 2015–2016 | [ 56 ]        |
| 로드 벡          | 41        | 샌프란시스코 자이언츠                | 1993–1995 | [ 50 ]        |
| 트레버 호프먼†   | 41        | 샌디에이고 파드리스                  | 1997–1998 | [ 50 ]        |
| 히스 벨          | 41        | 샌디에이고 파드리스                  | 2010–2011 | [ 50 ]        |

통계는 2019 시즌까지 업데이트됨

### 블론세이브

#### 통산
아래 표는 통산 80개 이상의 블론세이브를 기록한 MLB 투수들을 나열한다.
| 정규 시즌           | 정규 시즌   | 정규 시즌 | 정규 시즌 | 정규 시즌 |
| 선수                | 블론 세이브 | 세이브    | 세이브 %  | 연도      |
| ------------------- | ----------- | --------- | --------- | --------- |
| 구스 고시지†        | 112         | 310       | 73.5      | 1972–1994 |
| 롤리 핑거스†        | 109         | 341       | 75.8      | 1968–1985 |
| 제프 리어든         | 106         | 367       | 77.6      | 1979–1994 |
| 리 스미스†          | 103         | 478       | 82.3      | 1980–1997 |
| 존 프랑코L          | 101         | 424       | 80.8      | 1984–2005 |
| 브루스 수터†        | 101         | 300       | 74.8      | 1976–1988 |
| 스파키 라일L        | 95          | 238       | 71.5      | 1967–1982 |
| 로베르토 에르난데스 | 94          | 326       | 77.6      | 1991–2007 |
| 진 가버             | 82          | 218       | 72.7      | 1969–1988 |
| 켄트 테컬브         | 81          | 184       | 69.4      | 1974–1989 |
| 게리 라벨L          | 81          | 136       | 62.7      | 1974–1987 |
| 마리아노 리베라†    | 80          | 652       | 89.1      | 1995–2013 |
| 마이크 팀린         | 80          | 141       | 63.8      | 1991–2008 |

통계는 2020 시즌까지 업데이트됨

#### 단일 시즌
아래 표는 단일 시즌에 13개 이상의 블론세이브를 기록한 MLB 투수들을 나열한다.
| 정규 시즌      | 정규 시즌   | 정규 시즌 | 정규 시즌 | 정규 시즌           | 정규 시즌 | 정규 시즌 |
| 선수           | 블론 세이브 | 세이브    | 세이브 %  | 팀                  | 연도      | Ref.      |
| -------------- | ----------- | --------- | --------- | ------------------- | --------- | --------- |
| 론 데이비스    | 14          | 29        | 67.4      | 미네소타 트윈스     | 1984      | [ 59 ]    |
| 롤리 핑거스†   | 14          | 20        | 58.8      | 오클랜드 애슬레틱스 | 1976      | [ 60 ]    |
| 게리 스탈리    | 14          | 9         | 39.1      | 시카고 화이트삭스   | 1960      | [ 61 ]    |
| 밥 스탠리      | 14          | 33        | 70.2      | 보스턴 레드삭스     | 1983      | [ 62 ]    |
| 브루스 수터†   | 14          | 27        | 65.9      | 시카고 컵스         | 1978      | [ 63 ]    |
| 구스 고시지†   | 13          | 22        | 62.9      | 뉴욕 양키스         | 1983      | [ 64 ]    |
| 존 힐러L       | 13          | 13        | 50.0      | 디트로이트 타이거스 | 1976      | [ 65 ]    |
| 클레이 홈즈    | 13          | 29        | 69.0      | 뉴욕 양키스         | 2024      | [ 66 ]    |
| 댄 플레삭L     | 13          | 23        | 63.9      | 밀워키 브루어스     | 1987      | [ 67 ]    |
| 제프 리어든    | 13          | 35        | 72.9      | 몬트리올 엑스포스   | 1986      | [ 68 ]    |
| 데이브 리게티L | 13          | 31        | 70.5      | 뉴욕 양키스         | 1987      | [ 69 ]    |

통계는 2020 시즌까지 업데이트됨

## 같이 보기
- 구원 투수